# Heteropseudinca wentzelheckmannae
Heteropseudinca wentzelheckmannae är en skalbaggsart som beskrevs av Hermann Julius Kolbe 1901. Heteropseudinca wentzelheckmannae ingår i släktet Heteropseudinca och familjen Cetoniidae. Inga underarter finns listade i Catalogue of Life.